# Achembet, Cetatea Albă
Achembet (în ucraineană Біленьке, transliterat: Bilenke) este un sat în comuna Șaba din raionul Cetatea Albă, regiunea Odesa, Ucraina.

## Demografie
Componența lingvistică a localității Achembet
     Ucraineană (81,15%)
     Rusă (14,35%)
     Romani (1,5%)
     Română (1,26%)
     Alte limbi (1,19%)
Conform recensământului din 2001, majoritatea populației localității Achembet era vorbitoare de ucraineană (81,15%), existând în minoritate și vorbitori de rusă (14,35%), romani (1,5%) și română (1,26%).